# Борки (Черниговский район)
Бо́рки (укр. Бі́рки) — село Черниговского района Черниговской области Украины, возле реки Пакулька. Население 73 человека.
Код КОАТУУ: 7425587202. Почтовый индекс: 15516. Телефонный код: +380 462.
В селе родился Герой Советского Союза Арсентий Топольский.

## Власть
Орган местного самоуправления — Плёховский сельский совет. Почтовый адрес: 15516, Черниговская обл., Черниговский р-н, с. Плёхов, тел. 68-46-31.